# Suddenly (Ashley Tisdale)
Suddenly è il quarto singolo di Ashley Tisdale pubblicato nel 2008.
È il primo singolo della Tisdale a non essere stato pubblicato negli Stati Uniti.
Nel video, la cantante si esibisce davanti a un microfono come fosse la prima volta davanti ad un pubblico. Seguono varie scene di backstage.

## Tracce
CD singolo maxi
1. Suddenly – 3:40
2. Who I Am – 3:17
3. It's Life – 3:47
4. Suddenly (video) – 4:09

2-track edition
1. Suddenly – 3:40
2. Who I Am – 3:17

## Classifiche
| Classifiche (2008) | Posizione massima |
| ------------------ | ----------------- |
| Germania           | 45                |